# Surfcake
Surfcake is een Nederlandse jazzband, die vooral acid jazz speelt, met uitstapjes naar allerlei stijlen, zoals latin jazz. Aan de band- of projectnaam wordt de ondertitel F.H.S. toegevoegd, wat staat voor "For Higher Standards". De leden zijn vrijwel allemaal, de Amerikaan Ryan Carniaux is de uitzondering, afkomstig uit Limburg. De kern van de band wordt gevormd door Jurek Cruysberg en Mike Roelofs voor het muzikale gedeelte, en Léon Bartels voor de techniek.

## Discografie
- Mind made up (2007)